# Blaž Slišković
Blaž "Baka" Slišković (30 de maig de 1959) és un exfutbolista bosnià, de família croata, de la dècada de 1980 i entrenador.
Fou 26 cops internacional amb la selecció iugoslava i 3 més amb la de bòsnia.
Pel que fa a clubs, defensà els colors de Hajduk Split, Olympique de Marsella i Pescara, entre d'altres.

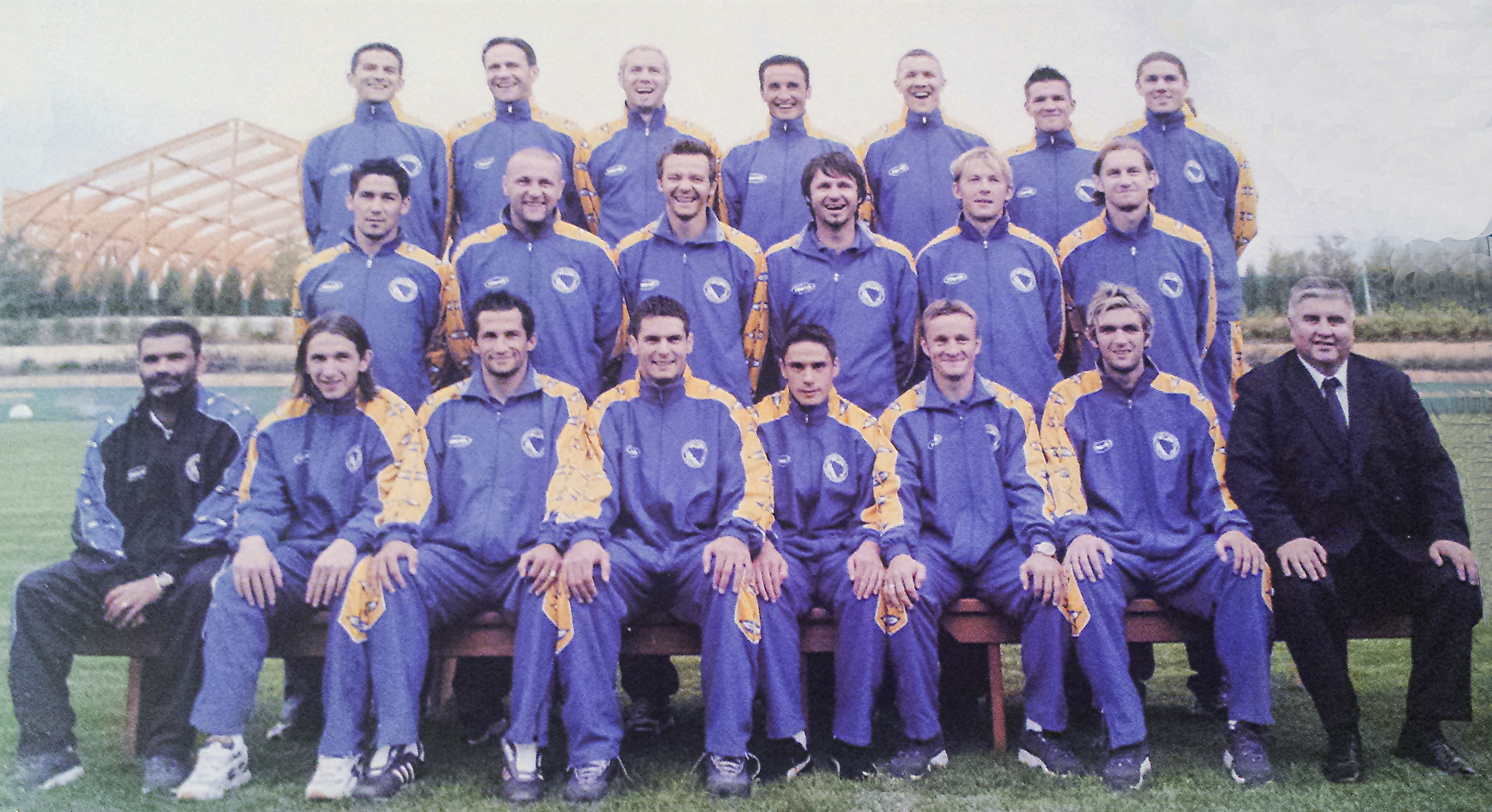
Selecció de Bòsnia a la classificació de l'Euro 2004.

Com entrenador destacà al capdavant de la selecció nacional entre 2002 i 2006, Unirea Alba Iulia, Qingdao Jonoon F.C. i Zrinjski Mostar.

## Palmarès
Velež Mostar
- Copa iugoslava de futbol: 1981
- Copa Balcànica de clubs: 1981

Hajduk Split
- Copa iugoslava de futbol: 1984

Iugoslàvia
- Jocs del Mediterrani: 1979

NK Brotnjo (entrenador)
- Copa bòsnia de futbol: 1999

Hajduk Split (entrenador)
- Lliga croata de futbol: 2005

Zrinjski Mostar (entrenador)
- Lliga bòsnia de futbol: 2017, 2018